# Пневіскі
Пневіскі (пол. Pniewiski) — село в Польщі, у гміні Пшесмики Седлецького повіту Мазовецького воєводства.
Населення — 152 особи (2011).
У 1975-1998 роках село належало до Седлецького воєводства.

## Демографія
Демографічна структура станом на 31 березня 2011 року:
|          | Загалом | Допрацездатний вік | Працездатний вік | Постпрацездатний вік |
| -------- | ------- | ------------------ | ---------------- | -------------------- |
| Чоловіки | 81      | 22                 | 46               | 13                   |
| Жінки    | 71      | 20                 | 38               | 13                   |
| Разом    | 152     | 42                 | 84               | 26                   |